# Tug
Pour plus de détails, voir Fiche technique et Distribution.
Tug est une comédie romantique américaine réalisée par Abram Makowka et sortie en 2010.

## Fiche technique
- Titre original : Tug
- Réalisation : Abram Makowka
- Scénario : Abram Makowka
- Musique : Jonathan Sadoff
- Photographie : Adam Stone
- Montage : David Hopper et Tim Mirkovich
- Décors :
- Costumes : Cynthia LaMaide
- Production : Rebecca Green
  - Producteur délégué : Scott J. Brooks, Hopwood DePree, Jay Froberg et Greg Suess
  - Coproducteur : Luke Rivett et Christina Varotsis
- Société de production : TicTock Studios
- Société de distribution : Jumpstart Pictures
- Pays de production :  États-Unis
- Langue originale : anglais
- Format : couleur — 2,35:1
- Genre : Comédie romantique
- Durée : 81 minutes
- Dates de sortie :
  - États-Unis : 
    - 29 avril 2010 (Newport Beach)
    - 19 février 2013 (en ligne)

## Distribution
- Sam Huntington : Moi
- Wendi McLendon-Covey : Taylor
- Sarah Drew : Ariel
- Yeardley Smith : Maman
- Haylie Duff : Kim
- Zachary Knighton : Judd
- Dana Snyder : le propriétaire
- Maulik Pancholy : Carl
- Skyler Stone : l'agente
- David Zellner : Geno
- Linda Boston : l'infirmière
- Dennis North : Papa